# Sava Šumanović

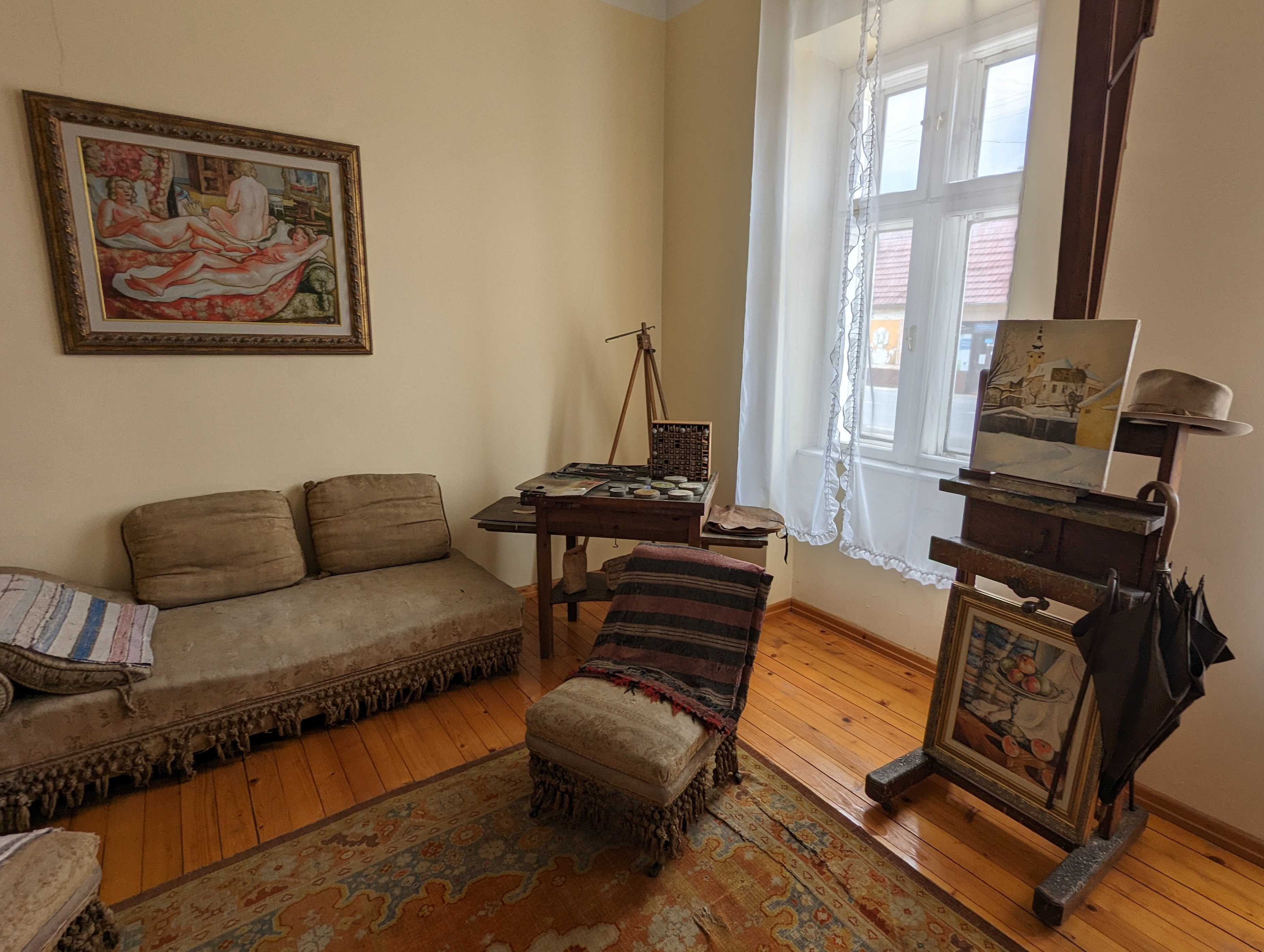
Casa lui Šumanović din Šid

Sava Šumanović (în sârbă Сава Шумановић; n. 22 ianuarie 1896, Vinkovci, Regatul Slavoniei, Austro-Ungaria – d. 30 august 1942, Sremska Mitrovica, Districtul Srem, Serbia) a fost un pictor sârb. Este considerat unul dintre cei mai importanți pictori sârbi ai secolului al XX-lea. Opera lui Šumanović include aproximativ 800 de picturi, precum și 400 de desene și schițe. A fost executat în timpul genocidului sârbilor în Statul Independent al Croației. Ustaše l-au torturat și l-au aruncat pe jumătate viu în var nestins.

## Biografie

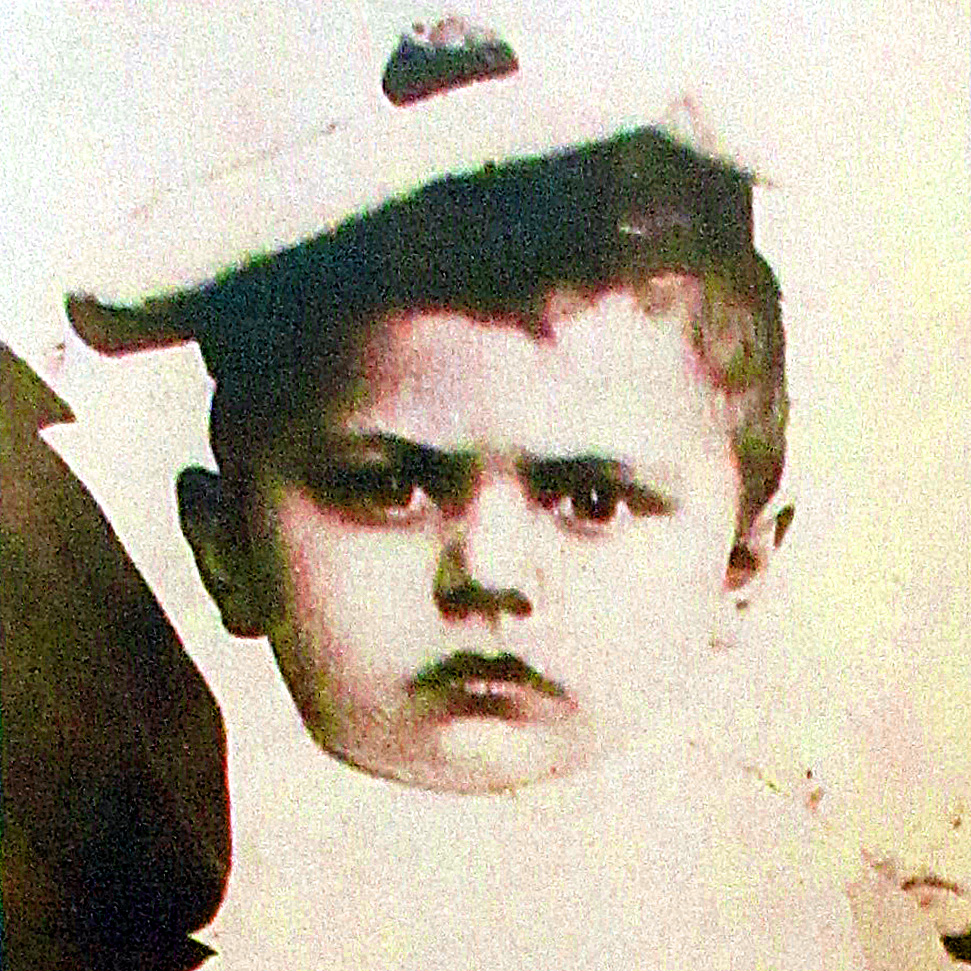
Sava Šumanović în copilărie

Sava Šumanović s-a născut în Vinkovci, Austria-Ungaria (astăzi în Croația) în 1896, fiind singurul copil al Persidei Šumanović (născută Tubić) și al lui Milutin Šumanović, care lucra ca inginer. Familia Šumanović era una influentă și înstărită, menționată în documente din Šid încă din secolul al XVIII-lea. Când Šumanović avea patru ani, familia sa s-a mutat în Šid (actuala Serbia). A absolvit Gimnaziul din Zemun, unde a fost introdus pentru prima dată în arta picturii și în operele unor artiști precum Vincent van Gogh și Paul Cézanne. Ulterior, s-a înscris la Școala de Arte și Meserii din Zagreb și, începând cu 1920, a locuit în Paris timp de câțiva ani. Profesorul său la Paris a fost André Lhote. Šumanović s-a împrietenit cu Amedeo Modigliani, Max Jacob și diverși artiști și scriitori sârbi din Paris, cum ar fi Rastko Petrović. În 1924, Šumanović a scris două eseuri notabile, Slikar o slikarstvu și Zašto volim Pusenovo slikarstvo.
Stabilindu-se pentru câțiva ani în Croația, Šumanović s-a întors la Paris la sfârșitul anului 1925 și a rămas acolo câțiva ani, acceptând anumite influențe ale stilului de pictură al lui Matisse. În 1927 a produs unele dintre cele mai cunoscute lucrări ale sale, inclusiv *Pijana ladja* (Barca beată) și *Doručak na travi* (Micul dejun pe iarbă). Šumanović s-a întors în Šid în 1928 și, după încă un an petrecut la Paris, s-a stabilit definitiv acolo în 1930. Expoziția sa majoră a avut loc la Noua Universitate din Belgrad în 1939, unde a expus aproximativ 410 picturi, majoritatea din perioada petrecută în Šid. A fost primul său succes major după mulți ani. A trăit liniștit în Šid până la izbucnirea celui de-al Doilea Război Mondial în Regatul Iugoslaviei în aprilie 1941, când statul marionetă nazist Statul Independent al Croației, condus de fasciștii croați Ustaše, a ocupat Sremul și a început o campanie de genocid împotriva sârbilor, evreilor și romilor.
Când Statul Independent al Croației, imediat după înființarea sa, a interzis utilizarea alfabetului chirilic sârbesc, Šumanović a încetat să mai semneze lucrările sale și a pus doar anul. Poliția Ustaše l-a arestat pe Šumanović împreună cu alți 150 de cetățeni sârbi și i-a dus într-un lagăr de concentrare din Hrvatska Mitrovica (astăzi Sremska Mitrovica). Šumanović a fost torturat și executat pe 30 august 1942, împreună cu mulți alți sârbi. Corpul său a fost aruncat într-o groapă comună de calcar.

## Stil
Stilul artistic timpuriu al lui Sava Šumanović a fost caracterizat de diverse influențe, în principal Cubism, dar și Fauvism și Expresionism. În lucrările sale ulterioare, Șumanović a reușit să dezvolte o expresie artistică proprie, deosebit de originală, pe care el însuși o numea simplu „așa cum știu și pot.” Datorită inovațiilor și stilului său unic, Șumanović poate fi descris ca unul dintre cei mai proeminenți pictori sârbi ai secolului al XX-lea, precum și un pictor de seamă din Regatul Iugoslaviei.

## Moștenire

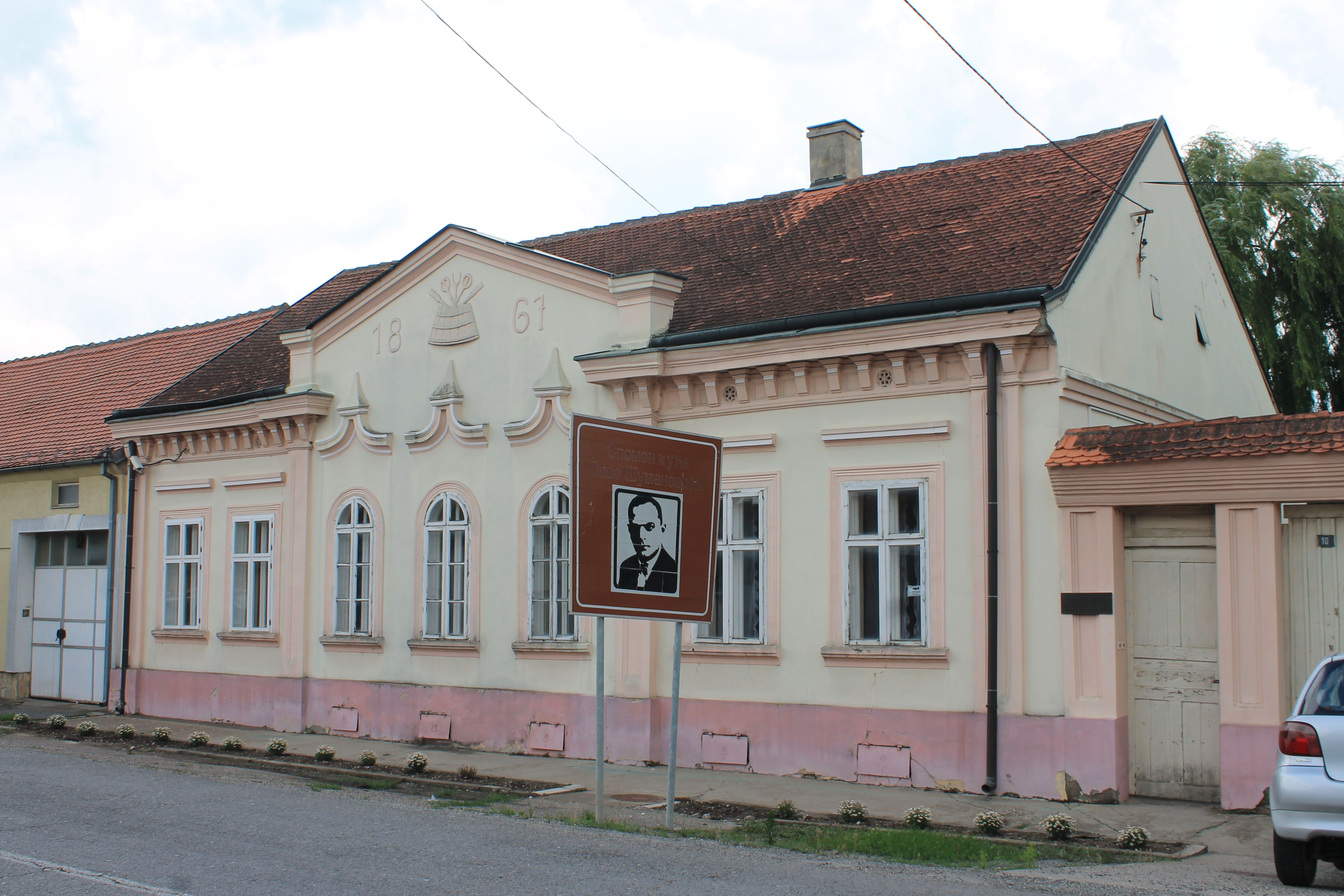
Casa lui Šumanović în Šid

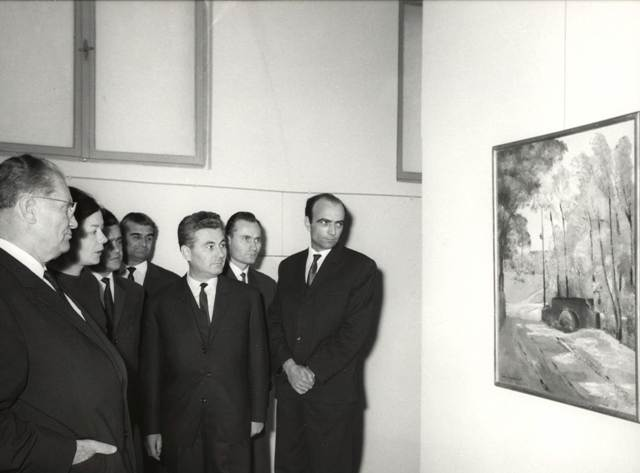
Președintele Iugoslaviei Josip Broz Tito în Galeria Sava Šumanović din Šid.

Un muzeu dedicat vieții și operei sale este situat în Šid. Lucrările sale sunt expuse și în muzeele din Belgrad, Novi Sad, Kragujevac, Zrenjanin și Split.
O galerie dedicată operei lui Šumanović a fost înființată în 1952, pe baza unei donații făcute de Persida Šumanović, mama pictorului. Moștenirea constă în 417 lucrări de artă, din care 356 sunt picturi în ulei, amplasate în casa familiei Šumanović (utilizată și ca instanță). În 1989, clădirea a fost renovată, iar suprafața originală de expoziție a fost extinsă de la 400 m² la 600 m². Acest lucru a permis expunerea simultană a unui număr mare de picturi. Activitatea principală a galeriei constă în conservarea și prezentarea picturilor obținute ca donații. În plus, s-a adunat o colecție bogată de materiale documentare, precum și o Hermotecă extraordinar de bogată (bibliotecă de ziare și periodice), care conține cataloagele tuturor expozițiilor organizate până în prezent.
În cadrul galeriei se află și Casa Memorială a lui Sava Šumanović, precum și colecția arheologică „Gradina de pe Bosut”, în care este expus și un sarcofag antic. În plus, în galerie activează cercul artistic „Sava Šumanović”, format din pictori amatori locali. Zece ani după înființarea galeriei, a fost inaugurat și memorialul în onoarea lui Sava Šumanović, un eveniment care are loc la fiecare trei ani.
Expoziția din iulie 2019 cu lucrările sale, organizată de Galeria Matica Srpska în Centrul Cultural al Serbiei din Paris, a stârnit un interes și o acoperire mediatică extinsă.
Este inclus în lista "Cei 100 de sârbi cei mai remarcabili".

## Opere selectate

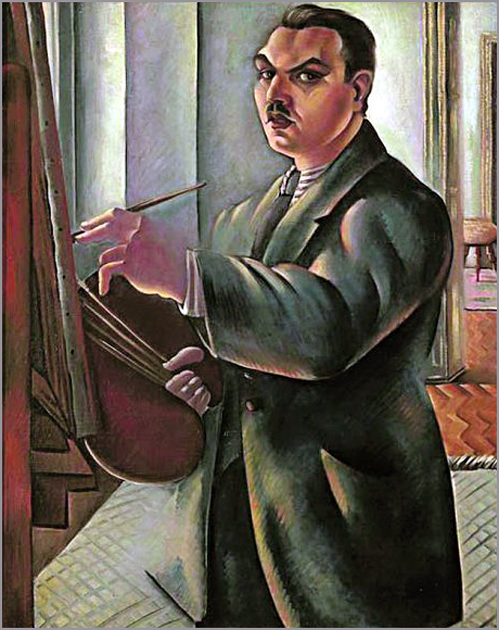
Autoportret (1925)
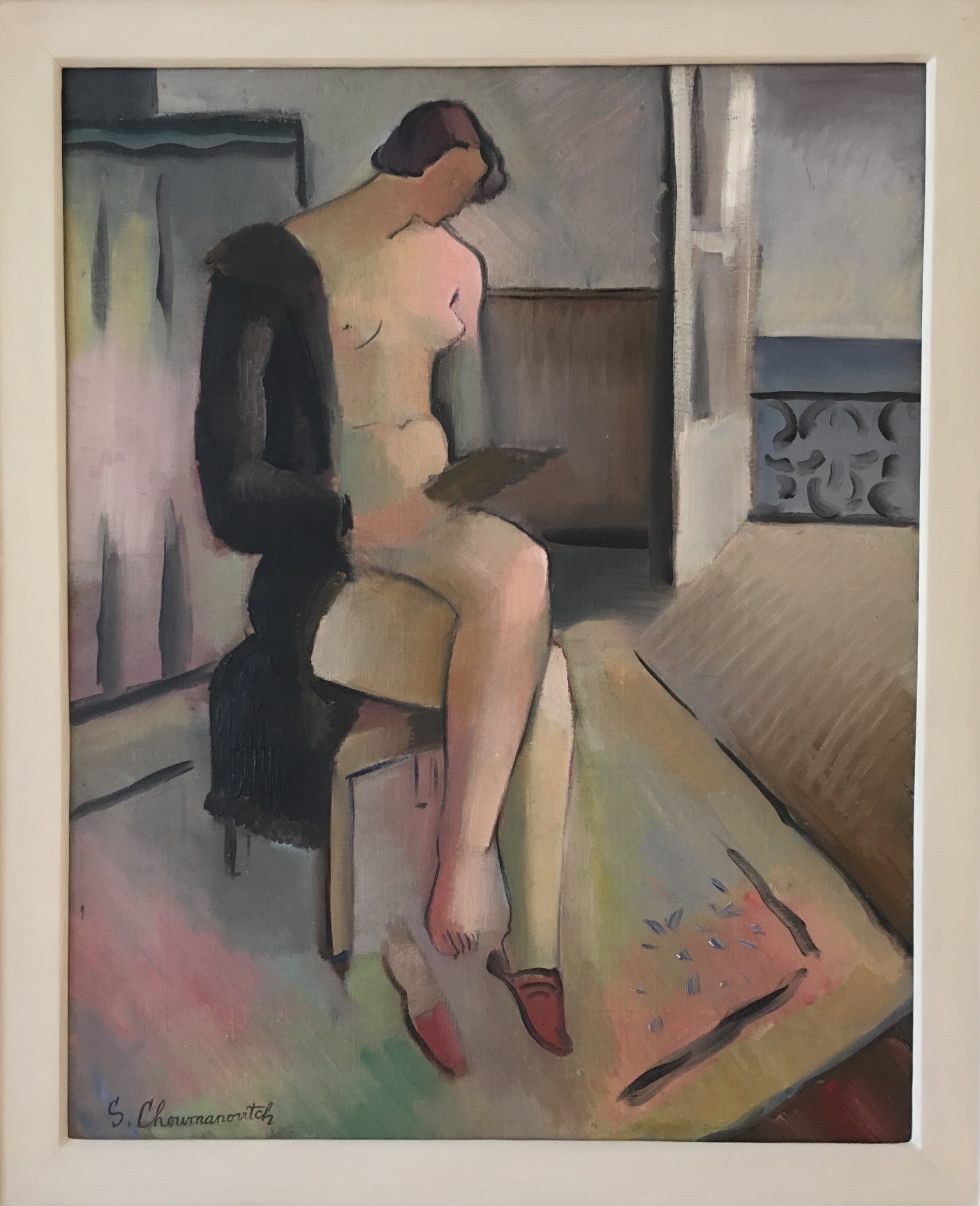
Akt în interior (1926)
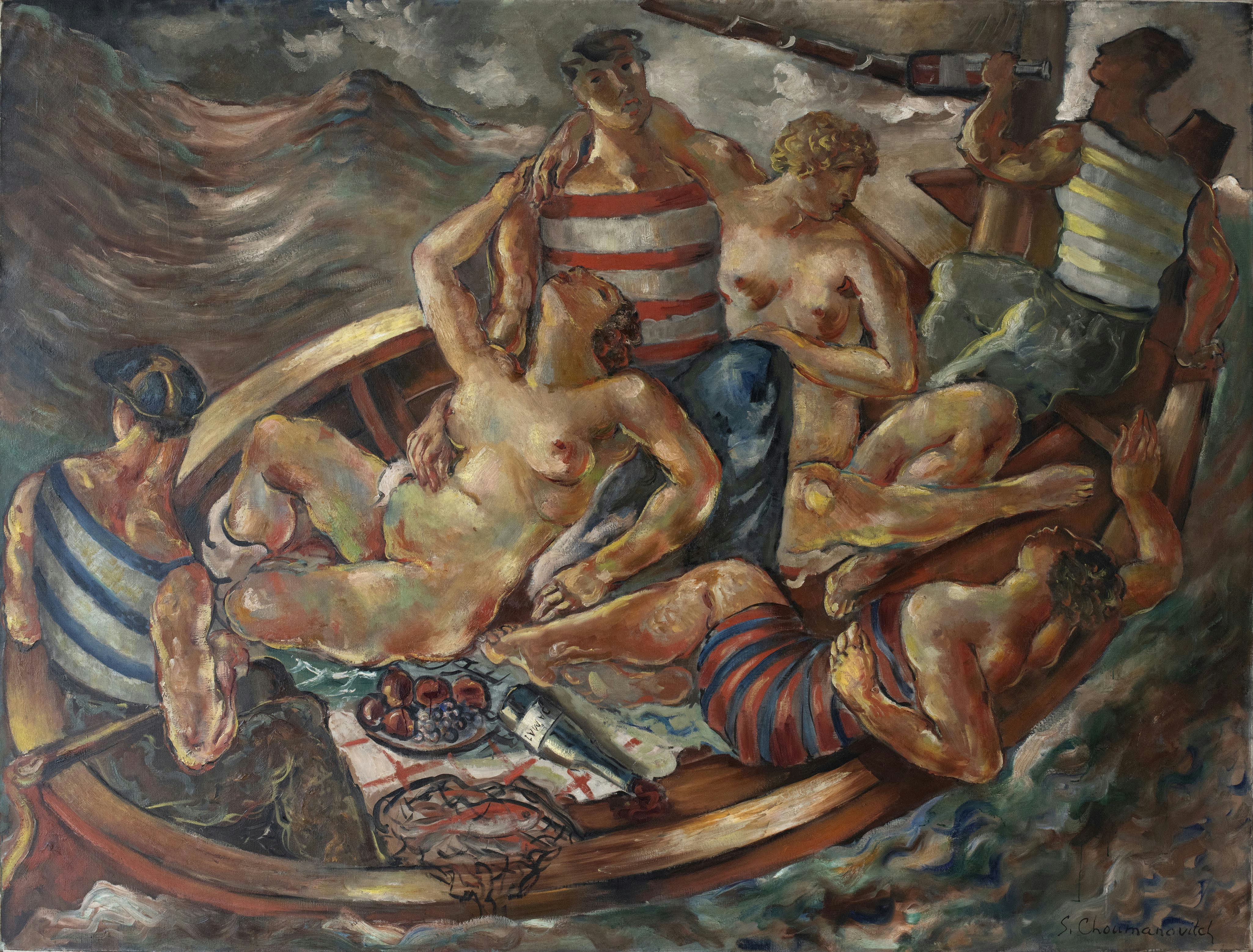
Pijana lađa (1927)
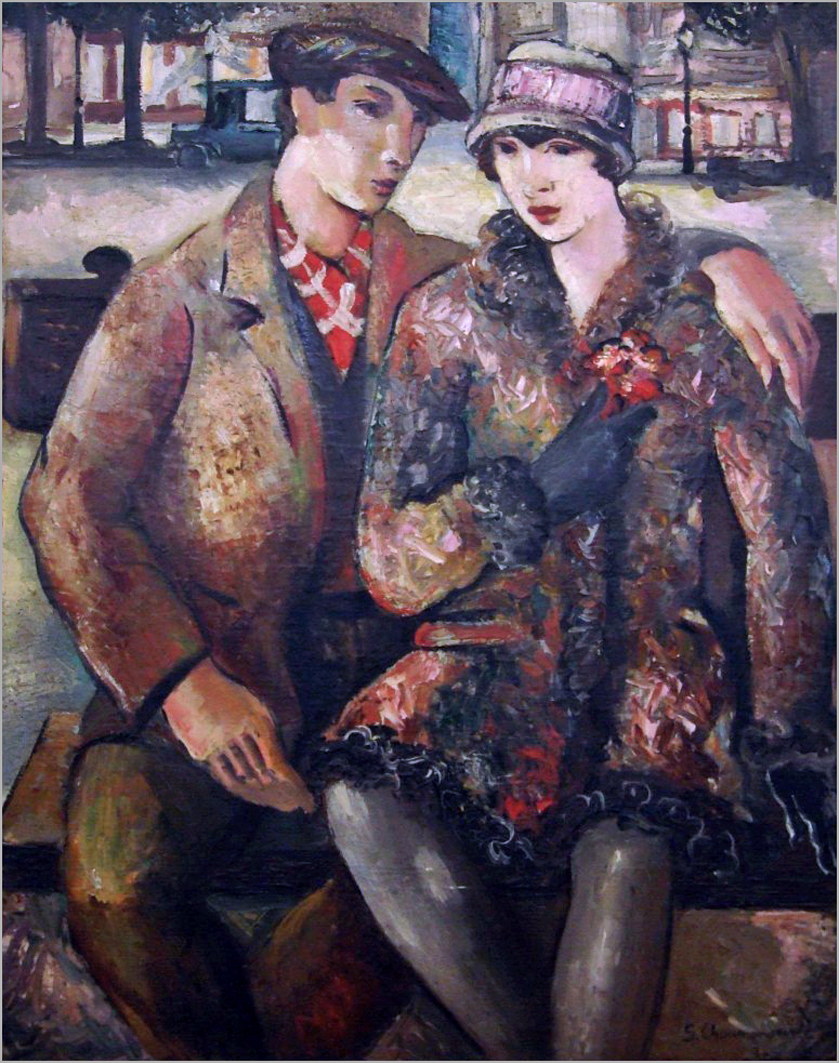
Dragoste din Paris (1927)
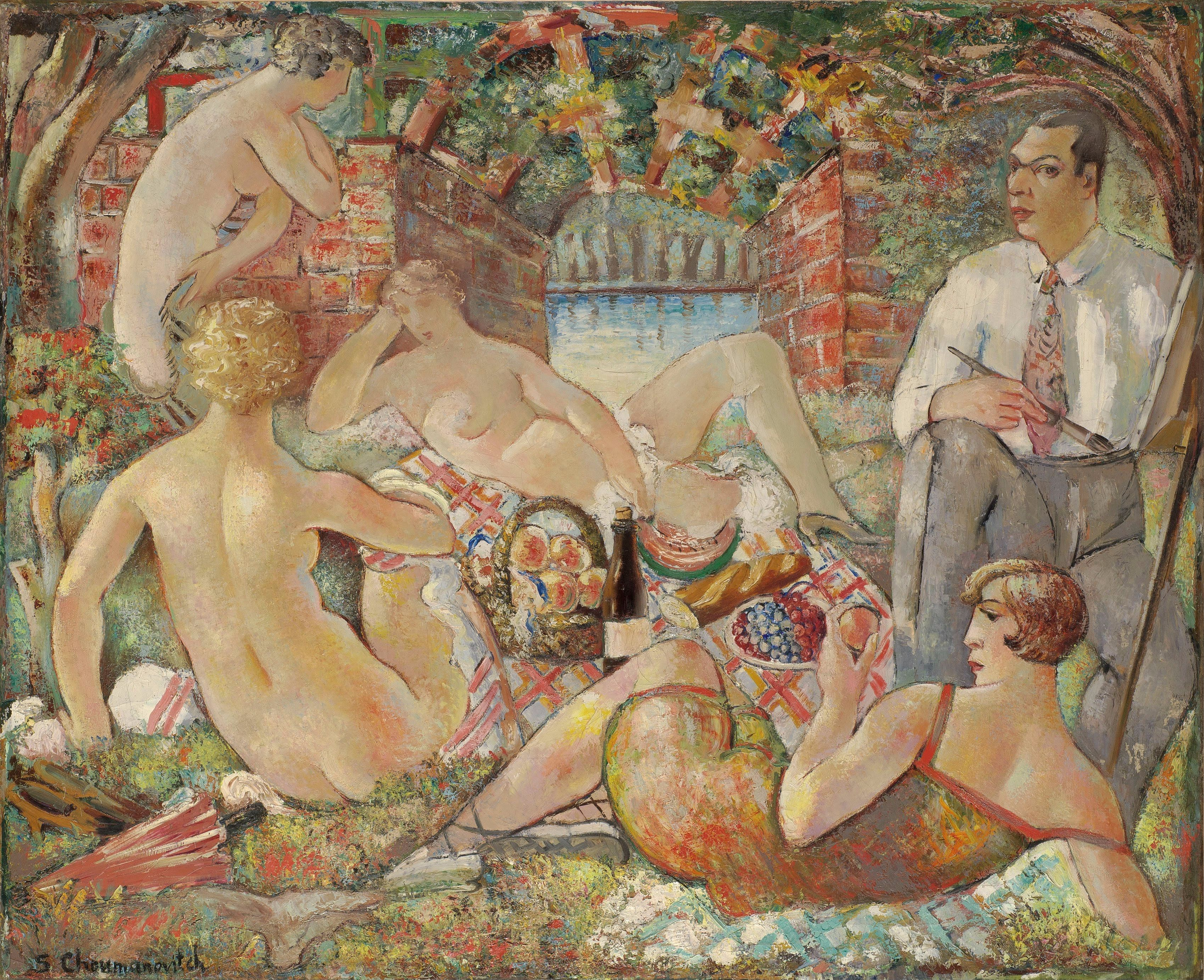
Prânz pe iarbă (1927)
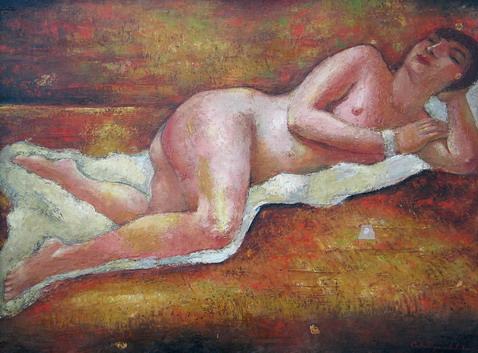
Dimineața (1929)
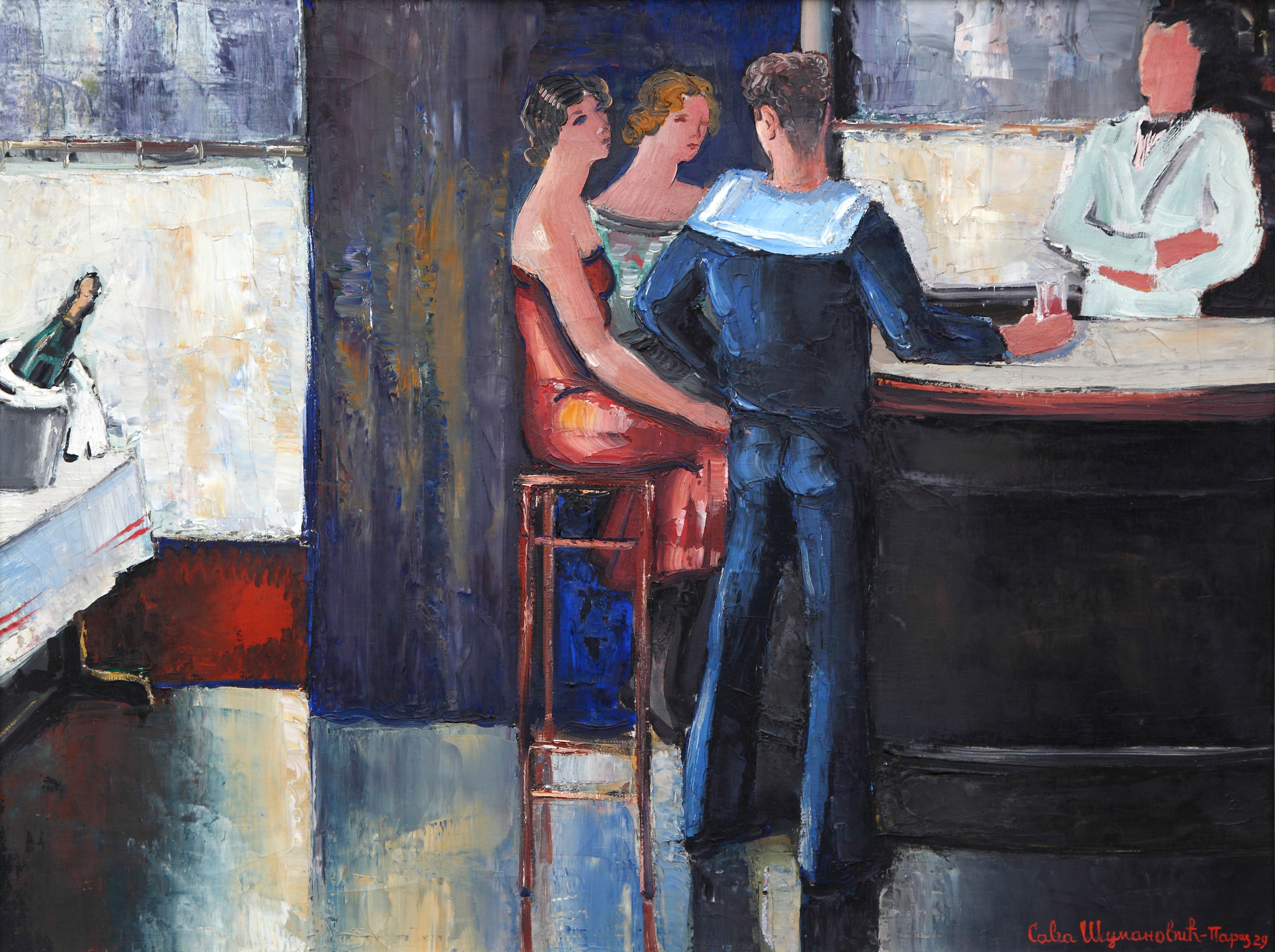
Bar în Paris (1929)
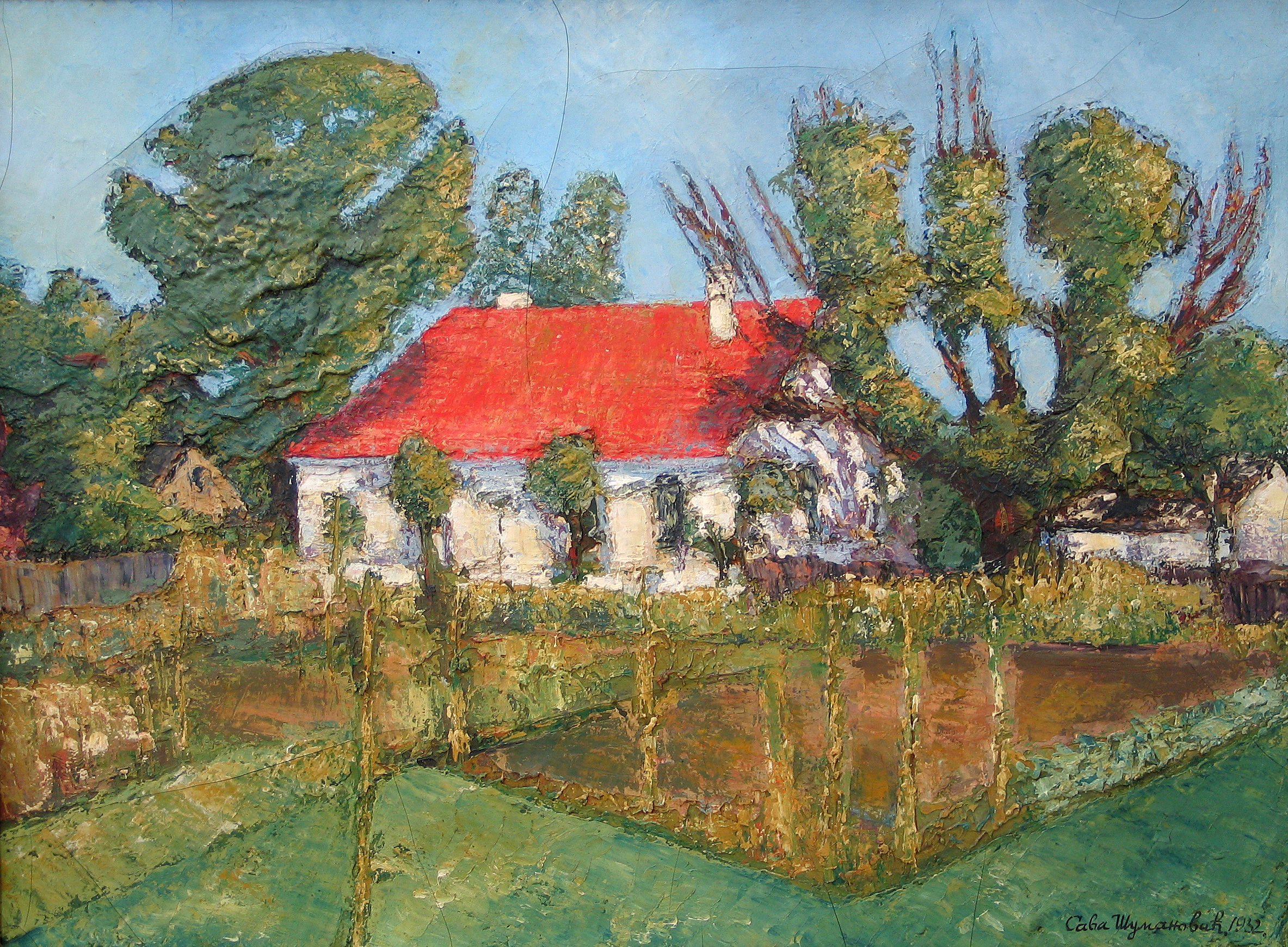
Căsuță de la țară (1932)
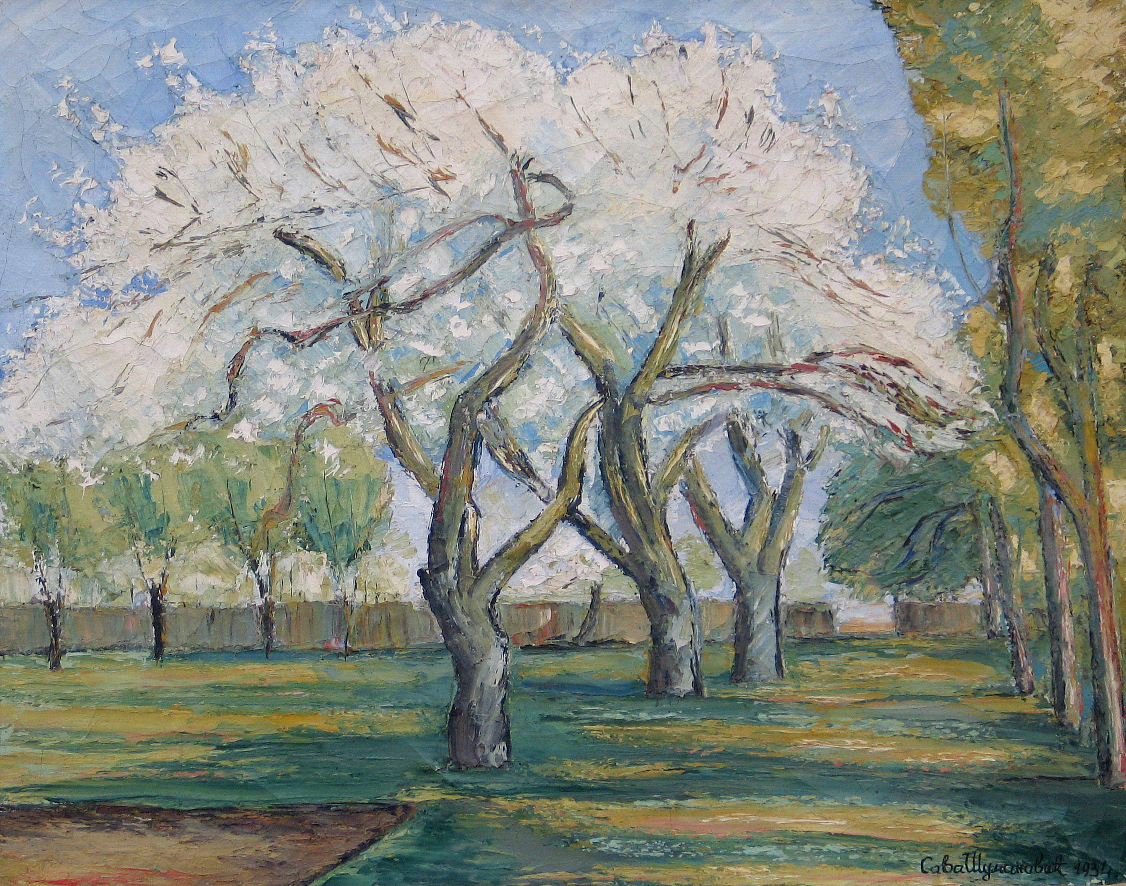
Primăvară în grădinile din Šid (1934)
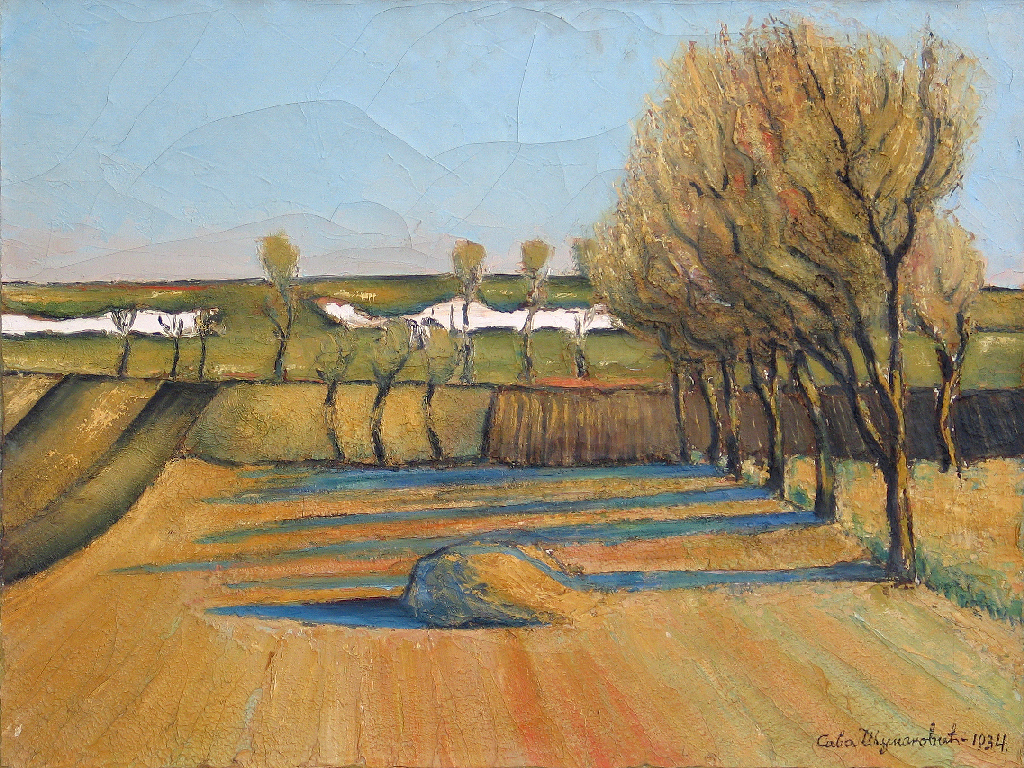
Înainte de primăvară (1934)
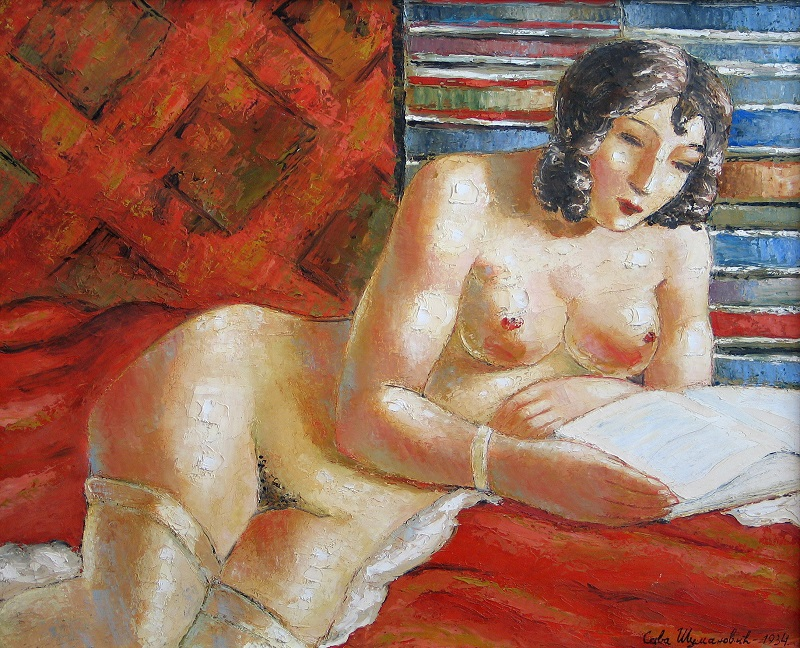
Nud feminin semiculcat pe canapea (1934)
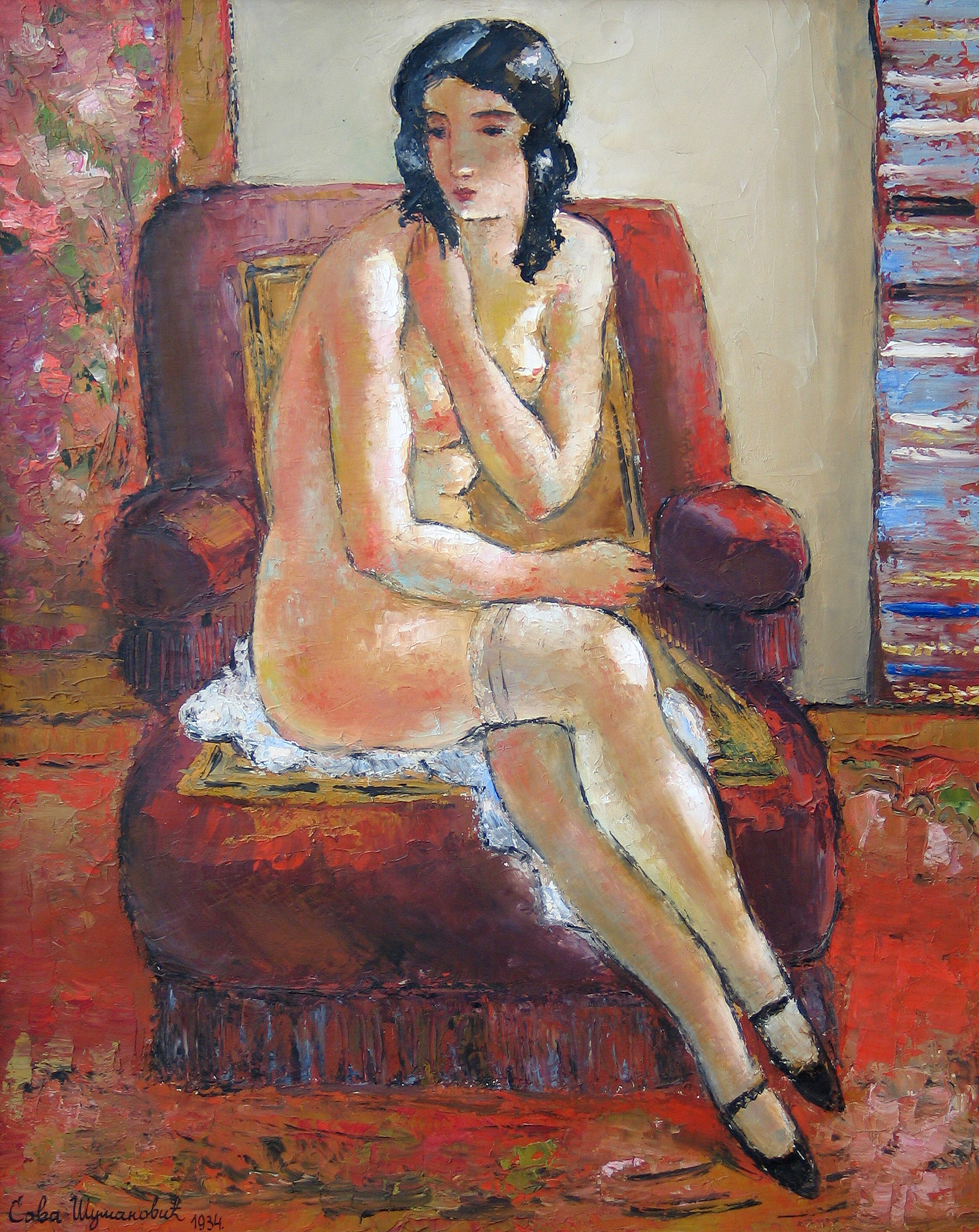
Nud feminin în fotoliu roșu (1934)
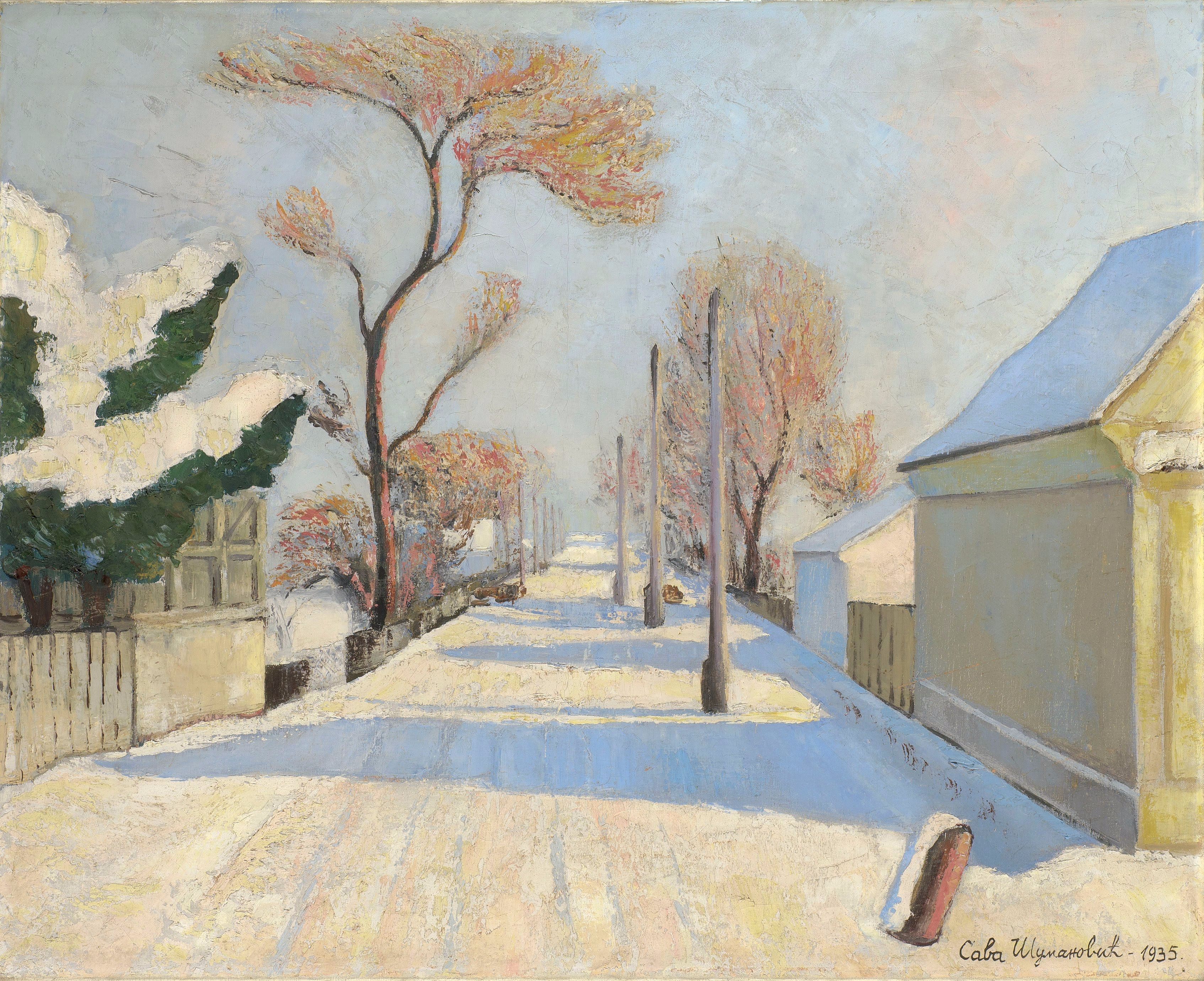
Šid sub zăpadă (1935)
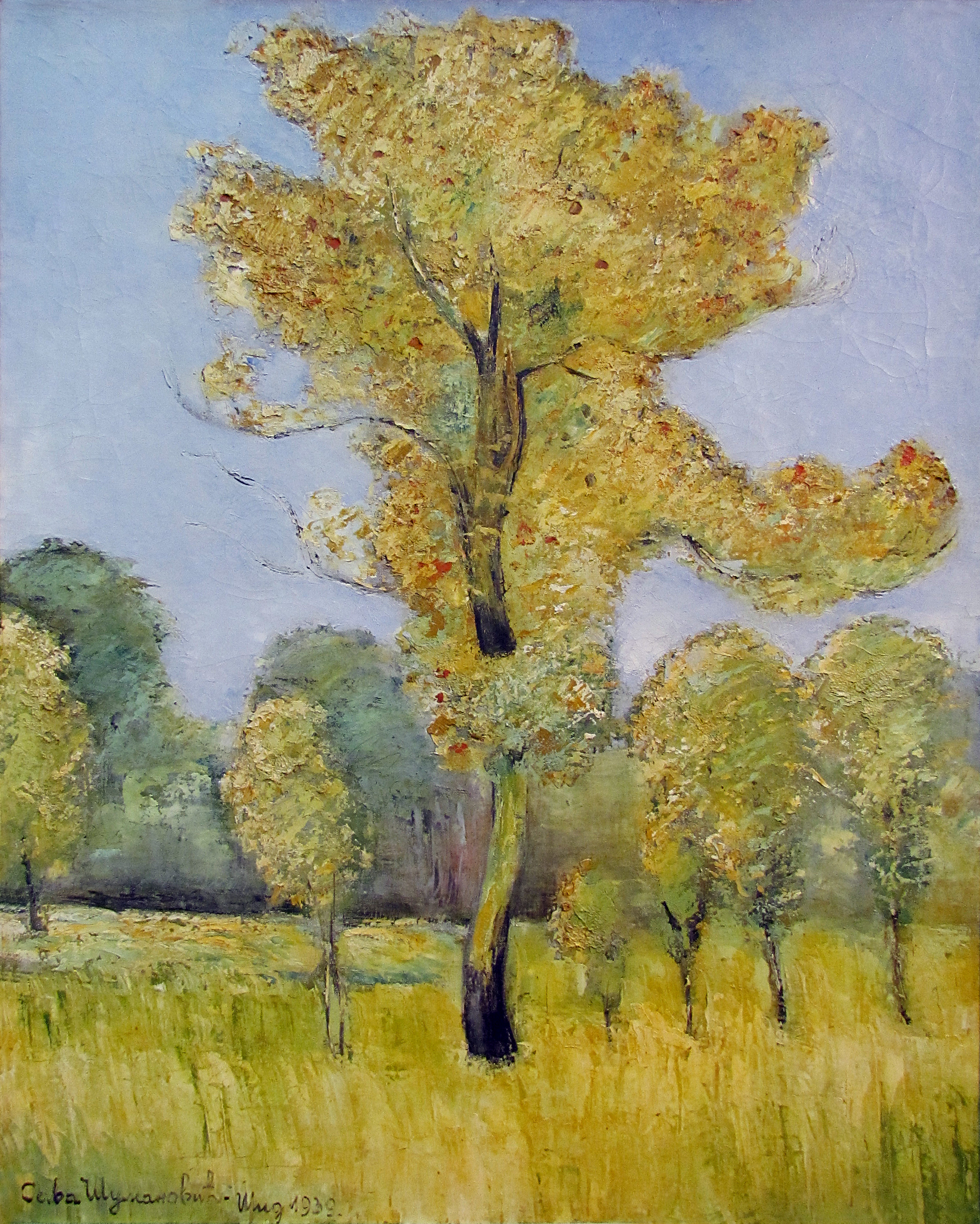
Vâsc (1939)